# Thymallus thymallus
Thymallus thymallus és una espècie de peix de la família dels salmònids i de l'ordre dels salmoniformes que habita des d'Anglaterra i França fins als Urals (nord-oest de Rússia), incloent-hi Belarús, Bèlgica, Bòsnia i Hercegovina, Bulgària, Croàcia, Txèquia, Dinamarca, Estònia, Finlàndia, Alemanya, Hongria, Itàlia, Letònia, Lituània, Moldàvia, Països Baixos, Noruega, Polònia, Romania, Sèrbia, Eslovàquia, Eslovènia, Suècia, Suïssa i Ucraïna.> És inofensiu per als humans i molt sensible a la contaminació de l'aigua.
Els mascles poden assolir 60 cm de longitud total i 6.700 g de pes. Tenen 57-61 vèrtebres.
És un peix de clima temperat (6 °C-18 °C) i bentopelàgic. que menja insectes crisàlides, cucs petits i crustacis. A Finlàndia és depredat pel salmó del Danubi (Hucho hucho).